# カモン!!
「カモン!!」（原題 : Cum On Feel the Noize）は、スレイドの楽曲。作詞作曲はノディ・ホルダーとジム・リーで、プロデューサーはチャス・チャンドラー。1973年にシングルで発売され、全英シングルチャートで4週連続で1位を獲得し、12週にわたってチャートインした。オリジナル・アルバムには未収録となり、コンピレーション・アルバム『スレイデスト』でアルバム初収録となった。
なお、原題は「Cum On Feel the Noize」とスペルを間違えているが、これは意図的なもの。
1983年にアメリカのヘヴィメタル・バンド、クワイエット・ライオットによるカバー・バージョン（邦題：「カモン・フィール・ザ・ノイズ」）が発売され、Billboard Hot 100で最高位5位を獲得。

## 背景
本作は、バンドのライブの雰囲気を表現した楽曲。当初のタイトルは「Cum On Hear the Noize」だったが、ホルダーは1972年に行ったスレイドの英国ツアーのタイトルを思い出し、現行のタイトルに変更された。曲の冒頭でホルダーが「Baby, baby, baby」とシャウトしているが、これはマイクのテスト用に叫んだもので、レコーディングのために意図されたものではない。
1984年の『レコード・ミラー』誌のインタビューで、リーは本作と「クレイジー・ママ」について、「1972年にチャック・ベリーのライブを見に行ったら、観客全員が彼の歌を歌っていて、それがとても素晴らしく思えたんだ。それで「観客のことを歌にするのはどうだろうか」と思って、僕らは『カモン!!』と『クレイジー・ママ』を書いた。」と語っている。1986年のファンクラブのインタビューで、デイヴ・ヒルは「この曲は観客とバンドの間で起こったことに基づいている。」と語っている。
1973年2月に同年の第1弾シングルとして本作を発売。バンドはマネジャーであるチャス・チャンドラーとともにチャート1位を獲得するために、発売前よりラジオなどを通じて曲をオンエアして購入を促すという計画を考えた。これによりシングル盤は、発売初週で1位を獲得し、1969年に発売されたビートルズの『ゲット・バック』以来となる4週連続での1位を獲得し、発売から3週間の時点で50万枚の売り上げを記録した。なお、アメリカのBillboard Hot 100では最高位98位を獲得。

## リリース
「カモン!!」は、イギリス、アイルランド、ヨーロッパ全土、スカンディナヴィア、ユーゴスラビア、イスラエル、カナダ、南アフリカ、オーストラリア、ニュージーランド、アルゼンチン、ブラジル、日本などの国で7インチシングルとして発売された。B面には「アイム・ミー」が収録され、この楽曲は2007年に発売されたコンピレーション・アルバム『B-Sides』にも収録された。
1983年に7インチシングルと12インチシングルの2形態で再発売され、全英シングルチャートで98位に再浮上した。
1991年に発売されたシングル『ラジオ・ウォール・オブ・サウンド』（12インチシングル、マキシシングル）にカップリング曲として収録された。

## プロモーション
「カモン!!」のミュージック・ビデオが制作されており、オランダのデン・ハーグで開催されたライブにて撮影が行われた。
なお、本作はBBCの音楽番組『トップ・オブ・ザ・ポップス』をはじめとしたイギリスの音楽番組やヨーロッパのテレビ番組でも披露された。

## シングル盤収録曲
| 全作詞・作曲: ノディ・ホルダー、ジム・リー。 |                                                    |                                             |                                             |      |
| #                                            | タイトル                                           | 作詞                                        | 作曲・編曲                                  | 時間 |
| 1.                                           | 「カモン!!」(Cum On Feel the Noize)                | ノディ・ホルダー 、 ジム・リー （ 英語版 ） | ノディ・ホルダー 、 ジム・リー （ 英語版 ） | 4:24 |
| 2.                                           | 「アイム・ミー」(I'm Mee, I'm Now, An' That's Orl) | ノディ・ホルダー 、 ジム・リー （ 英語版 ） | ノディ・ホルダー 、 ジム・リー （ 英語版 ） | 3:41 |
| 合計時間:                                    | 合計時間:                                          | 8:05                                        |                                             |      |

| 全作詞・作曲: ノディ・ホルダー、ジム・リー。 |                                     |                              |                              |      |
| #                                            | タイトル                            | 作詞                         | 作曲・編曲                   | 時間 |
| 1.                                           | 「カモン!!」(Cum On Feel the Noize) | ノディ・ホルダー、ジム・リー | ノディ・ホルダー、ジム・リー | 4:24 |
| 2.                                           | 「カモン!!」(Cum On Feel the Noize) | ノディ・ホルダー、ジム・リー | ノディ・ホルダー、ジム・リー | 4:24 |
| 合計時間:                                    | 合計時間:                           | 8:48                         |                              |      |

| #         | タイトル                                           | 作詞・作曲                  | 時間  |
| --------- | -------------------------------------------------- | --------------------------- | ----- |
| 1.        | 「カモン!!」(Cum On Feel the Noize)                | ノディ・ホルダー ジム・リー | 4:24  |
| 2.        | 「アイム・ミー」(I'm Mee, I'm Now, An' That's Orl) | ノディ・ホルダー ジム・リー | 3:41  |
| 3.        | 「ゲット・ダウン」(Get Down and Get with It)       | ボビー・マーシャン          | 4:12  |
| 4.        | 「グッバイ・グッバイ」(Gudbuy Gudbuy)              | ノディ・ホルダー ジム・リー | 3:30  |
| 合計時間: | 合計時間:                                          | 合計時間:                   | 15:47 |

| 全作詞・作曲: ノディ・ホルダー、ジム・リー。 |                                                               |                              |                              |      |
| #                                            | タイトル                                                      | 作詞                         | 作曲・編曲                   | 時間 |
| 1.                                           | 「カモン!!」(Cum On Feel the Noize)                           | ノディ・ホルダー、ジム・リー | ノディ・ホルダー、ジム・リー | 4:24 |
| 2.                                           | 「クレイジー・ママ」(Mama Weer All Crazee Now)                | ノディ・ホルダー、ジム・リー | ノディ・ホルダー、ジム・リー | 3:45 |
| 3.                                           | 「エヴリデイ」(Everyday)                                      | ノディ・ホルダー、ジム・リー | ノディ・ホルダー、ジム・リー | 3:11 |
| 4.                                           | 「スクゥイーズ・ミー、プリーズ・ミー」(Skweeze Me, Pleeze Me) | ノディ・ホルダー、ジム・リー | ノディ・ホルダー、ジム・リー | 3:31 |
| 合計時間:                                    | 合計時間:                                                     | 14:51                        |                              |      |

| 全作詞・作曲: ノディ・ホルダー、ジム・リー。 |                                          |                              |                              |      |
| #                                            | タイトル                                 | 作詞                         | 作曲・編曲                   | 時間 |
| 1.                                           | 「カモン!!」(Cum On Feel the Noize)      | ノディ・ホルダー、ジム・リー | ノディ・ホルダー、ジム・リー | 4:24 |
| 2.                                           | 「恋のバック・ホーム」(Take Me Bak 'Ome) | ノディ・ホルダー、ジム・リー | ノディ・ホルダー、ジム・リー | 3:13 |
| 3.                                           | 「グッバイ・ジェーン」(Gudbuy T'jane)    | ノディ・ホルダー、ジム・リー | ノディ・ホルダー、ジム・リー | 3:31 |
| 合計時間:                                    | 合計時間:                                | 11:08                        |                              |      |

| 全作詞・作曲: ノディ・ホルダー、ジム・リー。 |                                          |                              |                              |      |
| #                                            | タイトル                                 | 作詞                         | 作曲・編曲                   | 時間 |
| 1.                                           | 「カモン!!」(Cum On Feel the Noize)      | ノディ・ホルダー、ジム・リー | ノディ・ホルダー、ジム・リー | 4:24 |
| 2.                                           | 「恋のバック・ホーム」(Take Me Bak 'Ome) | ノディ・ホルダー、ジム・リー | ノディ・ホルダー、ジム・リー | 3:13 |
| 3.                                           | 「グッバイ・ジェーン」(Gudbuy T'jane)    | ノディ・ホルダー、ジム・リー | ノディ・ホルダー、ジム・リー | 3:31 |
| 4.                                           | 「だから君が好き」(Coz I Luv You)        | ノディ・ホルダー、ジム・リー | ノディ・ホルダー、ジム・リー | 3:24 |
| 合計時間:                                    | 合計時間:                                | 14:32                        |                              |      |

## クレジット
- ノディ・ホルダー - リード・ボーカル、ギター
- デイヴ・ヒル（英語版） - リードギター、バッキング・ボーカル
- ジム・リー（英語版） - ベース、バッキング・ボーカル
- ドン・パウエル（英語版） - ドラム

## カバー・バージョン

### クワイエット・ライオットによるカバー
アメリカのヘヴィメタル・バンド、クワイエット・ライオットは、1983年に本作をカバーした。このカバーは1983年7月にオリジナル・アルバム『メタル・ヘルス〜ランディ・ローズに捧ぐ〜』からの先行シングルとして発売され、Billboard Hot 100で最高位5位を獲得。このヒットが当時人気が衰退していたスレイドのリバイバル・ブームに繋がることとなった。なお、クワイエット・ライオットによるカバー・バージョンは、アメリカレコード協会よりゴールド認定を受けた。
クワイエット・ライオットにとってヒット曲となったカバー・バージョンだが、リード・ボーカルのケヴィン・ダブロウはアルバムの曲はすべて自分で書くことを好んでおり、カバー曲を収録することを好ましく思っていなかった。同時にライオットはスレイドの音楽性を好ましく思っておらず、カバーにあたっては原曲の雰囲気を破壊することを考えていたが、レーベルによって阻止された。
クワイエット・ライオットのカバー・バージョンは、2008年公開の映画『トロピック・サンダー/史上最低の作戦』のサウンドトラックとして使用され、映画『ピザ男の異常な愛情』、テレビドラマ『マルコム in the Middle』などでも使用された。
2009年にVH1が発表した「best hard rock song of all time」で第41位にランクインした。

### その他のアーティストによるカバー
- 本城未沙子 - デビューアルバム『魔女伝説〜Messiah's Blessing』（1982年）の9曲目に収録。
- ワン・ウェイ・システム（英語版） - 7インチシングル（1983年）で発売。
- オアシス - シングル『ドント・ルック・バック・イン・アンガー』（1996年）のB面として収録。
- ブラン・ヴァン3000 - アルバム『グリー』（1997年）に収録[20]。
- ジ・オプレスト（英語版） - EP『The Noise EP』（1997年）でカバー。
- ボビー・ベア・ジュニア（英語版） - ライヴ・アルバム『Nick Nacks And Paddy Whacks』（2006年）に収録。
- ゲイ・フォー・ジョニー・デップ - アルバム『What Doesn't Kill You, Eventually Kills You』（2011年）に収録。
- ザ・フィザーズ（英語版） - アルバム『Five Year Itch』（2017年）に収録。

## チャート成績

### スレイド版
| チャート (1973年)                | 最高位 |
| -------------------------------- | ------ |
| オーストラリア (ARIA)            | 18     |
| オーストリア (Ö3 Austria Top 40) | 10     |
| ベルギー (Ultratop 50 Wallonia)  | 3      |
| ベルギー (Ultratop 50 Flanders)  | 5      |
| アイルランド (IRMA)              | 1      |
| UK シングルス (OCC)              | 1      |
| US Billboard Hot 100             | 98     |

| チャート (1983年)   | 最高位 |
| ------------------- | ------ |
| UK シングルス (OCC) | 98     |

### クワイエット・ライオット版
| チャート (1983年 - 1984年)           | 最高位 |
| ------------------------------------ | ------ |
| オーストラリア (Kent Music Report)   | 9      |
| Canada Top Singles (RPM)             | 8      |
| ニュージーランド (Recorded Music NZ) | 34     |
| UK シングルス (OCC)                  | 45     |
| US Billboard Hot 100                 | 5      |

| チャート (1984年)              | 順位 |
| ------------------------------ | ---- |
| US Top Pop Singles (Billboard) | 68   |

## 認定（クワイエット・ライオット版）
| 国/地域                    | 認定 | 認定/売上数 |
| -------------------------- | ---- | ----------- |
| カナダ (Music Canada)      | Gold | 50,000^     |
| アメリカ合衆国 (RIAA)      | Gold | 1,000,000^  |
| ^ 認定のみに基づく出荷枚数 |      |             |